# Yasushi Fukunaga
Yasushi Fukunaga (født 6. marts 1973) er en tidligere japansk fodboldspiller.
Han har spillet for flere forskellige klubber i sin karriere, herunder Urawa Reds og Vegalta Sendai.